# (1017) Jacqueline
Pour les articles homonymes, voir Jacqueline.
(1017) Jacqueline est un astéroïde de la ceinture principale découvert le 4 février 1924 par l'astronome franco-russe Benjamin Jekhowsky. Il fut nommé du prénom de l'élève de Jekhowsky Jacqueline Zadoc-Kahn Eisenmann.
Sa désignation provisoire était 1924 QL.